# Telmatoscopus stuckenbergi
Telmatoscopus stuckenbergi és una espècie d'insecte dípter pertanyent a la família dels psicòdids que es troba a Madagascar.